# Sogni mostruosamente proibiti
Pour plus de détails, voir Fiche technique et Distribution.
Sogni mostruosamente proibiti est une comédie italienne réalisée par Neri Parenti, sortie en 1982. 
C'est un remake de La Vie secrète de Walter Mitty (The Secret Life of Walter Mitty), film américain de Norman Z. McLeod sorti en 1947, et réalisé à partir de la nouvelle du même nom écrite par James Thurber parue dans le New Yorker en 1941, dont la version italienne s'intitule Sogni proibiti.

## Synopsis
Paolo Coniglio (Paolo Villaggio) est un scénariste d'une maison d'édition de bandes dessinées, tyrannisé par le directeur de la maison et par sa future belle-mère (Alida Valli). Pour échapper à l'écrasante routine, il se laisse aller à des rêves les yeux ouverts en compagnie de Dalia (Janet Agren), la belle héroïne des albums qu'il doit traduire. À chaque fois, le réveil est toujours plus dur, et un jour il rencontre au supermarché une blonde identique à la fascinante Dalia qui l'embarque dans une sombre intrigue. Coniglio se trouve en possession d'une boîte de chocolats dans laquelle Dalia a caché un microfilm contenant la preuve de la culpabilité de Fonseca, puissant boss des malfrats à la double vie insoupçonnable. Coniglio devient alors la cible des sicaires de Fonseca, qui parviennent à enlever Dalia. Le malheureux parvient à libérer la belle, mais pour un songe ou une réalité ?

## Fiche technique
- Durée : 95 min (ou 89 min[1])
- Production : Bruno Altissimi, Claudio Saraceni
- Photographie : Alberto Spagnoli
- Montage : Sergio Montanari
- Musique : Bruno Zambrini

## Distribution
- Paolo Villaggio : Paolo Coniglio
- Janet Ågren : Dalia
- Camillo Milli : directeur de la maison d'édition
- Alessandro Haber : commissaire Rovere
- Antonio Allocca : brigadier Lamanna
- Sophia Lombardo : Marina Saracini
- Alida Valli : mère de Marina
- Paul Müller : majordome à l'hôtel
- Stefano Antonucci : Franchini, collègue de Coniglio
- Renzo Rinaldi : homme de Fonseca
- Sergio Smacchi : homme de Fonseca
- Chris Avram : Fonseca
- Giulio Farnese : l'avocat Bauer
- Paolo Gozlino : chef d'orchestre
- Ennio Antonelli: automobiliste
- Mike Bongiorno: lui-même

## Remarques
Dans le film apparaît Mike Bongiorno dans le rôle de lui-même, au cours d'une vision de Coniglio. Le gag de la bicyclette sans selle est à nouveau présent, comme dans Fantozzi contro tutti et Fantozzi va in pensione.